# نيكو جورزيل
نيكو جورزيل (بالألمانية: Nico Gorzel)‏ (29 يوليو 1998 بفرايلاسنغ في ألمانيا - ) هو لاعب كرة قدم ألماني في مركز الوسط.

## وصلات خارجية
- نيكو جورزيل على موقع قاعدة بيانات كرة القدم.إي يو (الإنجليزية)
- نيكو جورزيل على موقع Soccerway.com (الإنجليزية)
- نيكو جورزيل على موقع عالم كرة القدم.نت (الإنجليزية)